# 신동원 (1958년)
신동원(辛東原, 1958년 1월 9일 부산광역시 ~ )은 대한민국의 기업인이자 농심그룹의 대표이사, 회장이다. 농심그룹 회장인 신춘호의 장남이다.

## 학력
- 신일고등학교
- 고려대학교 화학공학과
- 고려대학교 대학원 무역학 석사

## 경력
- 2021~ : 농심그룹 회장
- 2012~ : 농심홀딩스 대표이사 회장
- 2010.03~2012 : 농심홀딩스 대표이사 사장
- 2000~2021: 농심 대표이사 부회장
- 1997~ : 세계라면협회 이사
- 1997 : 농심 국제담당 대표이사 사장
- ~1997 : 농심 부사장
- 1996~1997 : 농심기획 대표이사 사장
- 1994~1996 : 농심 전무이사

## 수상
- 2009 : 매경이코노미 선정 올해의 CEO

## 가족 관계
- 백부 : 신격호 - 롯데그룹의 회장
- 부 : 신춘호 - 농심그룹의 회장
  - 동생 : 신동윤 - 율촌화학의 부회장
  - 동생 : 신동익 - 메가마트의 부회장
  - 여동생: 신윤경
  - 매제  : 서경배- 아모레퍼시픽 회장